# 托尔纳克
托尔纳克（法語：Tornac，法語發音：[tɔʁnak]）是法国加尔省的一个市镇，属于阿莱斯区。

## 地理
托尔纳克（44°1'22"N, 3°59'48"E）面积19.68 平方千米，位于法国奧克西塔尼大區加尔省，该省份为法国南部沿海省份，南端濒地中海，北起顺时针与阿尔代什省、沃克吕兹省、罗讷河口省、埃罗省、阿韦龙省和洛泽尔省接壤。
与托尔纳克接壤的市镇（或旧市镇、城区）包括：昂迪兹、布瓦塞和戈雅克、迪尔福和圣马丹德索斯纳克、马西亚格-阿蒂埃什、圣费利克斯-德帕利耶尔、圣纳泽尔代加尔迪耶。

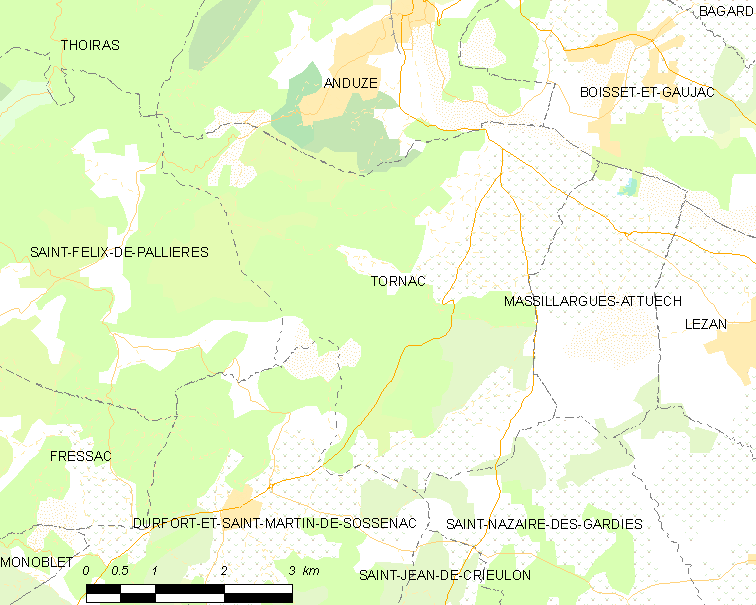
托尔纳克的OSM定位图

托尔纳克的时区为UTC+01:00、UTC+02:00（夏令时）。

## 行政
托尔纳克的邮政编码为30140，INSEE市镇编码为30330。

## 政治
托尔纳克所属的省级选区为基萨克县。

## 人口

1962-2008年间托尔纳克人口变化图示

托尔纳克于2022年1月1日时的人口数量为944人。